# 幸町 (屏東市)

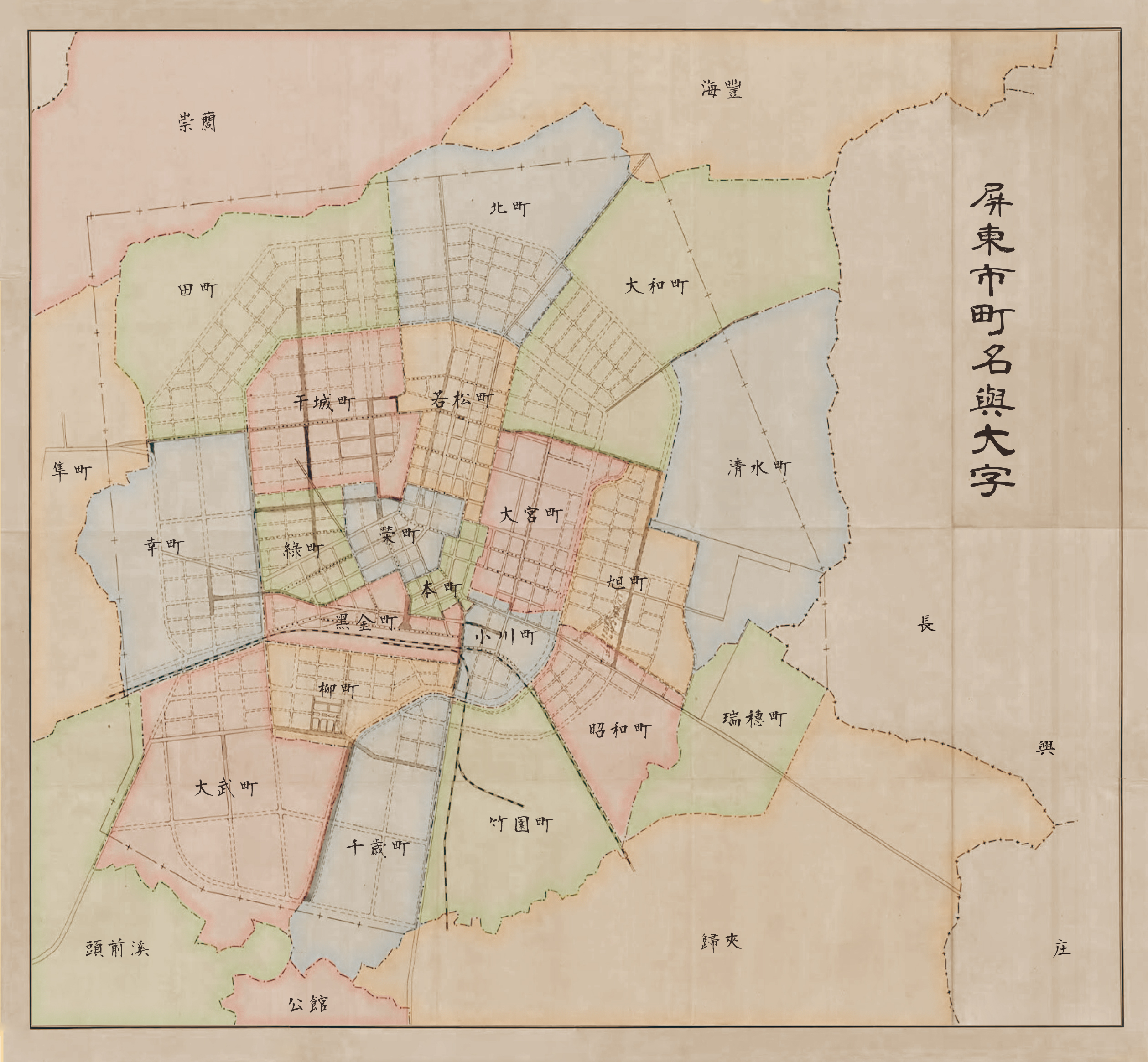
屏東市町名與大字

幸町為屏東市在台灣日治時期的一個行政區，於1939年4月1日設立，為屏東市的21個町之一。幸町大約是現今永順里、永昌里、永光里和長安里東側。